# Liliane Maestrini
Liliane Maestrini França (Vitória, 26 de outubro de 1987), é uma jogadora de voleibol de praia do Brasil, multi campeã, medalhista de bronze na Copa do Mundo de 2013.

## Carreira
Começou a carreira esportiva aos 12 anos de idade, jogando vôlei de quadra no Álvares, em Vitória. Foram cinco anos jogando na quadra (1999 - 2004) e nesse período, Lili foi duas vezes pré-convocada para a seleção brasileira, nove vezes campeã estadual e eleita a melhor atleta capixaba em 2003. Em 2004, transferiu-se para Joinville, onde jogou na equipe do Banco de Crédito Nacional e conquistou mais dois títulos. No ano seguinte, trocou as quadras pela areia, e integrou o primeiro grupo do Projeto Renovação da CBV, no Centro de Desenvolvimento do Voleibol, em Saquarema, onde fez dupla com Kássia. Derrotaram por 2 sets a 1 (18/15, 16/18 e 15/13) a dupla formada por Ana Richa, medalhista de bronze dos Jogos Pan-Americanos de 2003, e Vanessa.
Em 2006, ao lado de Camillinha, conquistou seu primeiro título nos Jogos da Lusofonia, em Macau, na China. Neste mesmo ano formou dupla com Adriana Bento, disputando o qualifying da etapa de Joinville do Circuito Banco do Brasil.
Em 2007, disputou o mundial na categoria sub-20 com a parceira Bárbara Seixas, conquistando o título da competição. Em 2008, ao lado de Camillinha, conquistou cinco etapas do Circuito Neozelandês. Na etapa de Matarangi, derrotaram a dupla neozelandesa Anna Scarlett & Susan Blundell por 2 a 1 (18-21,  21-13 e 16-14). Na etapa seguinte, em Ohope, venceram na final as americanas Jenelle Koester e Paige Davis por 2 a 1 (15-21, 21-16 e 15-12). Venceram novamente a dupla americana Jenelle Koester e Paige Davis na etapa de Mount Maunganui por 2 a 1 (18-21, 21-15 e 15-8). Em Wellington, sagram-se vitoriosas frente as neozelandesas Anna Scarlett e Susan Blundell por 2 a 1 (21-18, 21-19 e 15-8). Na última etapa, em Auckland, fizeram nova final contra  as neozelandesas Anna Scarlett e Susan Blundell, vencendo por 2 a 0 (21-19, 21-16).
Entre 2009 e 2011, formou parceria com Luana Madeira e obtiveram o décimo terceiro lugar nos Abertos de Brasília e Haia. Outros resultados significativos da dupla aconteceram no Aberto de Xangai e no Grand Slam de Gstaad, obtendo o décimo sétimo lugar em ambos campeonatos. Em 2009, nos primeiros Jogos Sul-Americanos de Praia, realizados em Punta del Este, conquistou o ouro ao lado da Elize Maia, vencendo as anfitriãs Karina Cardozo e Nani por 2 a 0 (21/13 e 21/11. Posteriormente, formou dupla com Ângela Lavalle na temporada 2011. O melhor resultado foi a conquista do torneio que serviu como Evento Teste para os Jogos Olímpicos de 2012, em Londres. Em 2011, terminou em nono lugar no Aberto de Myslowice, obtendo a mesma colocação nos Grand Slams de Stare Jabłonki e Klagenfurt. Seguidamente, fez dupla com Michelle Carvalho. Na jornada de 2012, muda de parceira e joga ao lado de Ágatha Bednarczuk, tendo conquistado o 3º lugar no Aberto da Tailândia como melhor resultado, além do quinto lugar no Grand Slam de Gstaad. Ainda em 2012, teve como resultados expressivos o quinto lugar no Grand Slam de Berlim e o nono lugar no Aberto de Sanya e no Grand Slam de Klagenfurt. Nesse mesmo ano, passou a jogar com Maria Clara, com a qual terminou em quinto lugar no Grand Slam de Stare Jabłonki e no Aberto de Aland.

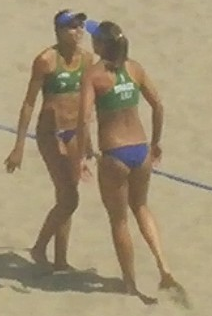
Lili (de costas) e Carol na disputa do bronze dos Jogos Pan-Americanos de 2015.

Em 2013, venceu duas etapas no Circuito Sul-Americano, no Paraguai e Peru. Nesta temporada, houve mudança de parceira novamente, formando dupla com Bárbara Seixas. Terminaram na quinta colocação tanto no Aberto da China, como no Grand Slam de Xangai. Ainda nesta temporada, terminou em nono lugar nos Grand Slams de Corrientes e Haia, em preparação para o Mundial da Polônia. No Mundial, com Bárbara Seixas, foi a única dupla a representar o Brasil a passar para a segunda fase. Chegaram nas oitavas de final com a campanha de quatro vitórias sem perder nenhum set e enfrentaram nesta fase a dupla holandesa Sanne Keizer e Marleen Van Iersel, vencendo por 2 a 1 (21/14, 18/21 e 15/12). Nas quartas de final enfrentaram as italianas Greta Cicolari e Marta Menegatti e as venceram por 2 a 1 (20/22, 21/15 e 15/13), avançando assim para a semifinal. Na semi, encararam a dupla chinesa formada por Xue Chen e Zhang Xi e perderam por 2 a 0 (21/11 e 21/17), não conseguindo superar o bom saque empregado pelas adversárias. Na disputa da medalha de bronze venceram as americanas April Ross e Whitney Pavlik por 2 a 0 (21/18 e 21/15).
Na semana seguinte, ao lado de Bárbara Seixas, competiu no Grand Slam de Gstaad, derrotando na semifinal a dupla alemã composta por Laura Ludwig e Kira Walkenhorst por 2 a 0 (21/18 e 21/15). Após avançar a uma final inédita em uma etapa do Circuito Mundial, enfrentou a dupla chinesa atual campeã mundial Xue Chen e Zhang Xi, contudo, a exemplo do mundial, não conseguiram vencê-las, perdendo por 2 a 0(21/16 e 21/14). Desse modo, conquistou uma inédita medalha de prata e permaneceu na segunda posição do ranking mundial. Em 2014, com Duda Lisboa como parceira, conquistou a medalha de bronze nos Jogos Sul-Americanos. Em 2015, com a antiga parceira de Lisboa, Carolina Horta, Lili  conquistou o bronze nos Jogos Pan-Americanos.

## Vida pessoal
Em agosto de 2013, Lili casou-se com a jogadora de vôlei de praia Larissa França, em Fortaleza. Às atletas começaram o relacionamento em 2010.

## Títulos e resultados
Lili já foi pro pódio em 20 países.
Entre eles:
Peru, Paraguai, Argentina, Uruguai, Chile, Brasil, EUA, Canadá, Portugal, Suíça, Itália, Liechtenstein, França, Polônia, Áustria, Alemanha, Rússia, China, Nova Zelândia, Inglaterra.
- 2022 - Campeã AVP em Muskegon (🇺🇸)
- 2022 - Campeã AVP em Denver (🇺🇸)
- 2022 - Campeã AVP em Panama City (🇺🇸)
- 2022 - Campeã AVP em Atlantic City (🇺🇸)
- 2018 - Campeã Mundial em Nantong (China)
- 2018 - Campeã Mundial em Nanquim (China)
- 2018 - 3° lugar da Etapa do Circuito Sul-Americano, na Bahia
- 2017 - Campeã Etapa circuito Brasileiro em Maringá
- 2017 - Campeã da Etapa do Circuito Sul-Americano, no Peru
- 2015 - 3º lugar nos Jogos Pan-Americanos de Toronto
- 2014 - 3° lugar sul-americano no Chile
- 2013 - Campeã da Etapa do Circuito Brasileiro de Vôlei de Praia, em Vitória, ES
- 2013 - 3° lugar na Copa do Mundo na Polônia.
- 2013 - Vice-campeã do Grand Slam de Gstaad, Suiça
- 2013 - 3º lugar do Grand Slam de Roma, Itália
- 2013 - Campeã da Etapa do Circuito Sul-Americano, no Praguai
- 2013 - Campeã da Etapa do Circuito Sul-Americano, no Peru
- 2012/2013 - Campeã da Etapa do Circuito Sul-Americano da Argentina
- 2012/2013 - Campeã da Etapa do Circuito Brasileiro de Vôlei de Praia, no Rio de Janeiro, RJ
- 2012/2013 - Vice-campeã da Etapa do Circuito Brasileiro de Vôlei de Praia, em Campinas, SP
- 2012 - 3º lugar da Etapa do Circuito Brasileiro de Vôlei de Praia, em Curitiba, PR
- 2012 - 3º lugar da Etapa do Circuito Brasileiro de Vôlei de Praia, em Fortaleza, CE
- 2012 - 5º lugar do Grand Slam de Gstaad, Suiça
- 2012 - Vice-campeã da Etapa do Circuito Brasileiro de Vôlei de Praia, em João Pessoa, PB
- 2011 - Campeã do Evento Teste dos Jogos Olímpicos de Londres
- 2011 - Vice-campeã da Etapa do Circuito Brasileiro de Vôlei de Praia, em Santa Maria, RS
- 2011 - Vice-campeã da Etapa do Circuito Brasileiro de Vôlei de Praia, em Recife, PE
- 2011 - 3º lugar da Etapa do Circuito Brasileiro de Vôlei de Praia, em Vitória, ES
- 2009 - Campeã da Etapa do Circuito Sul-Americano, em Montevidéu 🇺🇾
- 2009 - Campeã da Etapa do Circuito Sul-Americano, em Punta del este 🇺🇾
- 2009- Campeã da Olimpíada da Lusofonia em Portugal
- 2009 - Campeã do Mundial Satellite (Vaduz, Liechtenstein)
- 2009 - Na Etapa do Circuito Brasileiro de Vôlei de Praia, em Salvador, BA
- 2008 - Campeã da Etapa do Circuito Nacional Neozelandês, em Auckland
- 2008 - Campeã da Etapa do Circuito Nacional Neozelandês, em Wellington
- 2008 - Campeã da Etapa do Circuito Nacional Neozelandês, em Mount Manganui
- 2008 - Campeã da Etapa do Circuito Nacional Neozelandês, em Ohope
- 2008 - Campeã da Etapa do Circuito Nacional Neozelandês, em Matarangi
- 2008 - Na Etapa Challenger do Circuito Brasileiro de Vôlei de Praia, em São Luis, MA
- 2007 - Vice-campeã da Etapa Challenger do Circuito Brasileiro de Vôlei de Praia, em Palmas, TO
- 2007 - Campeã Mundial sub-21 na Itália
- 2007 - Campeã Brasileira de Vôlei de Praia Sub-21
- 2006 - Campeã Olimpíada da Lusofonia em Macau (China)

## Premiações individuais
- 2012/2013 - Melhor Jogadora da 1ª Fase do Circuito Sul-Americano, Argentina
- 2011 - Prêmio Hero (melhor atleta) do Evento teste das Olimpíadas de Londres
- 2011 - 3ª Melhor Bloqueadora do Circuito Brasileiro de Vôlei de Praia
- 2003 - Melhor Atleta Capixaba do Ano